# Турбоатом (станция метро)
«Турбоа́том» (укр. Турбоатом (слушать)о файле, до 16 октября 2019 года — «Московский проспект») — станция Харьковского метрополитена на Холодногорско-Заводской линии. Расположена между станциями «Заводская» и «Дворец Спорта». Нынешнее название получила ввиду непосредственной близости к заводу «Турбоатом».

## Месторасположение
Станция расположена под проспектом Героев Харькова вблизи заводов «Турбоатом» и «ХЭМЗ». 
К востоку от станции между 1-м и 2-м путями расположены двое оборотных путей, соединённых с находящимся рядом ТЧ-1 «Немышлянское».

## История
Станция была открыта 23 августа 1975 года в составе первого пускового участка Харьковского метрополитена «Улица Свердлова» (ныне «Холодная Гора») — «Московский проспект». Проектное название станции было «Турбинный завод», однако официально при пуске первой очереди получила название «Московский проспект». Являлась конечной станцией до 1978 года, когда был осуществлён пуск второй очереди Холодногорско-Заводской линии.
16 октября 2019 года на сессии Харьковского горсовета было принято решение о переименовании станции в «Турбоатом».

## Конструкция и оформление
По конструкции станция является односводчатой, мелкого заложения.
Интерьер станции прост и соответствует архитектуре окружающего промышленного района. В оформлении использован приём крупноразмерного членения поверхностей, что позволило достичь созвучия со сдержанностью и монументальностью промышленной архитектуры. Стены облицованы чёрным лабрадоритом; на них ритмично чередуются выступающие и западающие поверхности. Под потолком расположены круглые плафоны диаметром пять метров с радиально расположенными люминесцентными лампами; по замыслу архитекторов они должны напоминать роторы турбин. Цветовое решение станции строгое и сдержанное, в таком же стиле выполнена и отделка её вестибюлей.